# Temelucha ontariana
Temelucha ontariana là một loài tò vò trong họ Ichneumonidae.